# Burrata
A burrata é um queijo mozarela recheado com massa fresca de mozarela e creme de leite fermentado.

## Etimologia
"Burrata" se originou do termo italiano para "manteiga", burro. É uma referência ao recheio cremoso da burrata.

## História
A burrata foi criada na região da Apúlia, na Itália, sendo originalmente produzida a partir de leite de búfala. No entanto, à medida em que a receita foi se espalhando pelo mundo, passou a ser utilizado, também, leite de vaca.

## Preparo
A mozarela é moldada no formato de pequenas bolas através do processo conhecido como "filagem". Então, as bolas são recheadas com creme de leite fermentado e massa fresca de mozarela.

## Degustação
É um queijo de sabor suave e levemente ácido. Quando aquecido, derrete e forma pequenos fios. Combina bem com saladas, azeite, sanduíches, presunto de Parma, rúcula e damasco. Pode ser servido como petisco.